# Jasper Stuyven
Jasper Stuyven, född 17 april 1992 i Leuven, är en belgisk tävlingscyklist som för närvarande tävlar för UCI WorldTeam Trek-Segafredo.
Stuyven vann den åttonde etappen i Vuelta a España 2015, trots att han var inblandad i en tidig krasch som resulterade i ett brutet båtben i handen och fick honom att bryta loppet efter segern. Året därpå vann han tävlingen Kuurne-Bryssel-Kuurne efter att ha gått från huvudfältet med 20 kilometer kvar till mål och höll sig borta med 17 sekunder till norska Alexander Kristoff.
Sin främsta seger hittills tog Jasper Stuyven i 2021 års klassikerlopp av Milano-Sanremo där han attackerade omedelbart efter berget Poggio di Sanremo och i spurten lyckas hålla tillbaka spurtspecialisterna Caleb Ewan (2:a) och Wout van Aert (3:a) i mål.